# Opel Regent
De Opel Regent is een luxe auto van de Duitse autofabrikant Opel, geïntroduceerd in november 1928 en verkrijgbaar als vierdeurs-limousine en tweedeurscoupé. De officiële naam was Opel 24/110PS.
De 5.400 mm lange Regent was verkrijgbaar vanaf 25.000 reichsmark en had een achtcilindermotor met een inhoud van zes liter die een topsnelheid van 130 km/u mogelijk maakte. De Regent staat bekend als Opels meest luxueuze auto en concurreerde met onder meer Rolls-Royce, Bugatti en Mercedes-Benz.
In maart 1929 kocht General Motors 80% van het aandelenkapitaal van Adam Opel AG. Omdat GM te veel concurrentie vreesde met de topmodellen van zijn eigen merken Cadillac en Buick, werd de Regent stopgezet. GM kocht alle gekochte modellen terug en schrapte ze tijdens een gebeurtenis die door verschillende autohistorici als uniek werd beschreven. Dit betekent dat geen enkele Regent het heeft overleefd, maar dat de blauwdrukken van de auto bewaard zijn gebleven.
De naam Regent werd later gebruikt voor de luxe versies van de Opel Regent 1,8 liter uit 1932. De Opel Regent 1,8 liter was echter veel kleiner en minder krachtig dan de originele Regent en werd nooit als zijn echte opvolger gezien.